# 多勒
- 關於法国伊勒-维莱讷省市镇Dol-de-Bretagne，請見「布列塔尼地区多勒」。
- 關於苏格兰城市Dollar，請見「多勒 (苏格兰)」。
- 關於笔名为“杜拉”的中国作家，請見「雷石榆」。

多勒（法語：Dole，法語發音：[dɔl]），法国东部城市，勃艮第-弗朗什-孔泰大区汝拉省的一个市镇，同时也是该省的一个副省会，下辖多勒区，其市镇面积为38.38平方公里，2022年1月1日时人口数量为23,784人，是该省人口最多的市镇，超过了省会隆斯勒索涅，在法国城市中排名第378位。
多勒位于汝拉省西北部，杜河畔，勃艮第-弗朗什-孔泰大区两大核心城市——第戎和贝桑松之间，是一个区域性的中心城市和交通枢纽。多勒也是法国艺术与历史之城，中世纪时曾成为勃艮第伯国的国都，工业革命后成为一个铁路枢纽，现代则成为一个区域性的中心城市。法国微生物学家路易·巴斯德出生于多勒。

## 地名来源
“多勒”一名古拉丁语，意为“高地”，可能与当地的地形有关。

## 历史

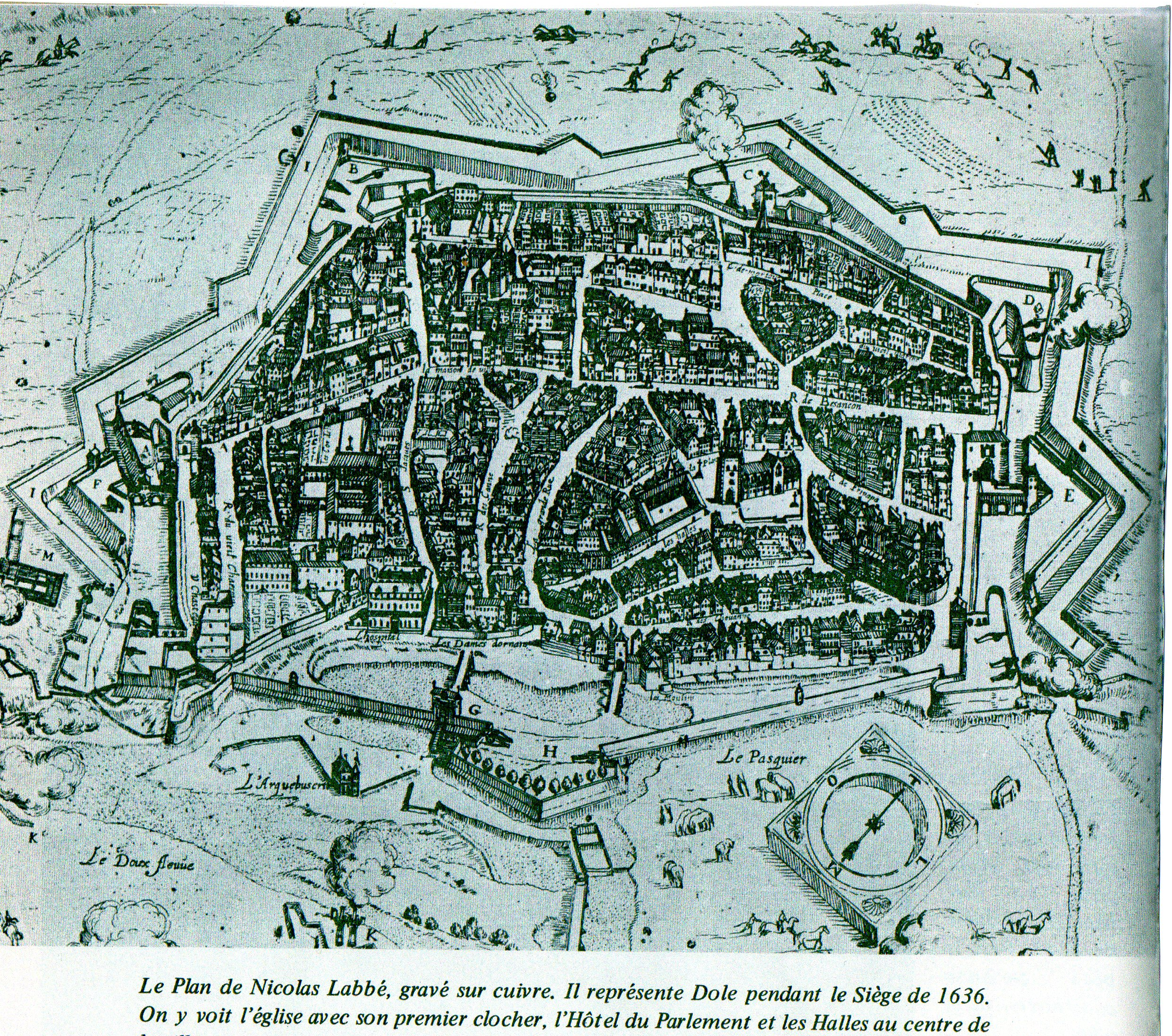
1636年的多勒地图

多勒的城市来源缺乏明确的记载，但当地出土的文物表明这一地区早在高卢-罗马时期就已出现城镇。中世纪初期，得益于杜河水路之便，多勒成为了一个区域性的商贸中心，勃艮第国王贡德博于公元501年将多勒设为阿马乌斯行政区的首府。公元986年，勃艮第的奥特-纪尧姆建立勃艮第伯国，并定都多勒。多勒在中世纪中期获得了较大的发展，但由于杜河的水患，勃艮第的继承者将国都改迁至第戎。1493年，法兰西王国和神圣罗马帝国签订《桑利斯条约》，多勒及勃艮第被划至哈布斯堡王朝统治范围，其间多勒成为一座边境城市，并修建了大量的军事设施。三十年战争后，多勒重返法兰西。工业革命期间，多勒成为一个区域性的铁路枢纽。二战时期曾被纳粹德军攻占。1974年，相邻的古整体并入多勒。

## 地理

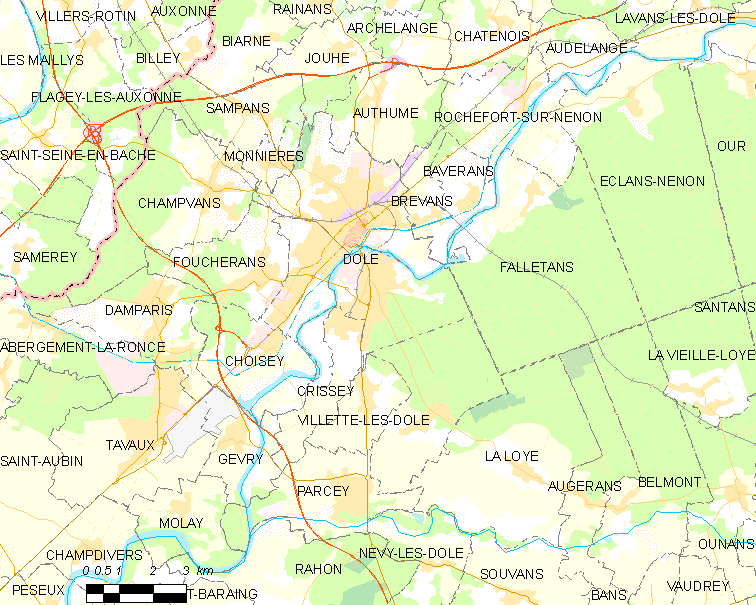
多勒市镇范围地图

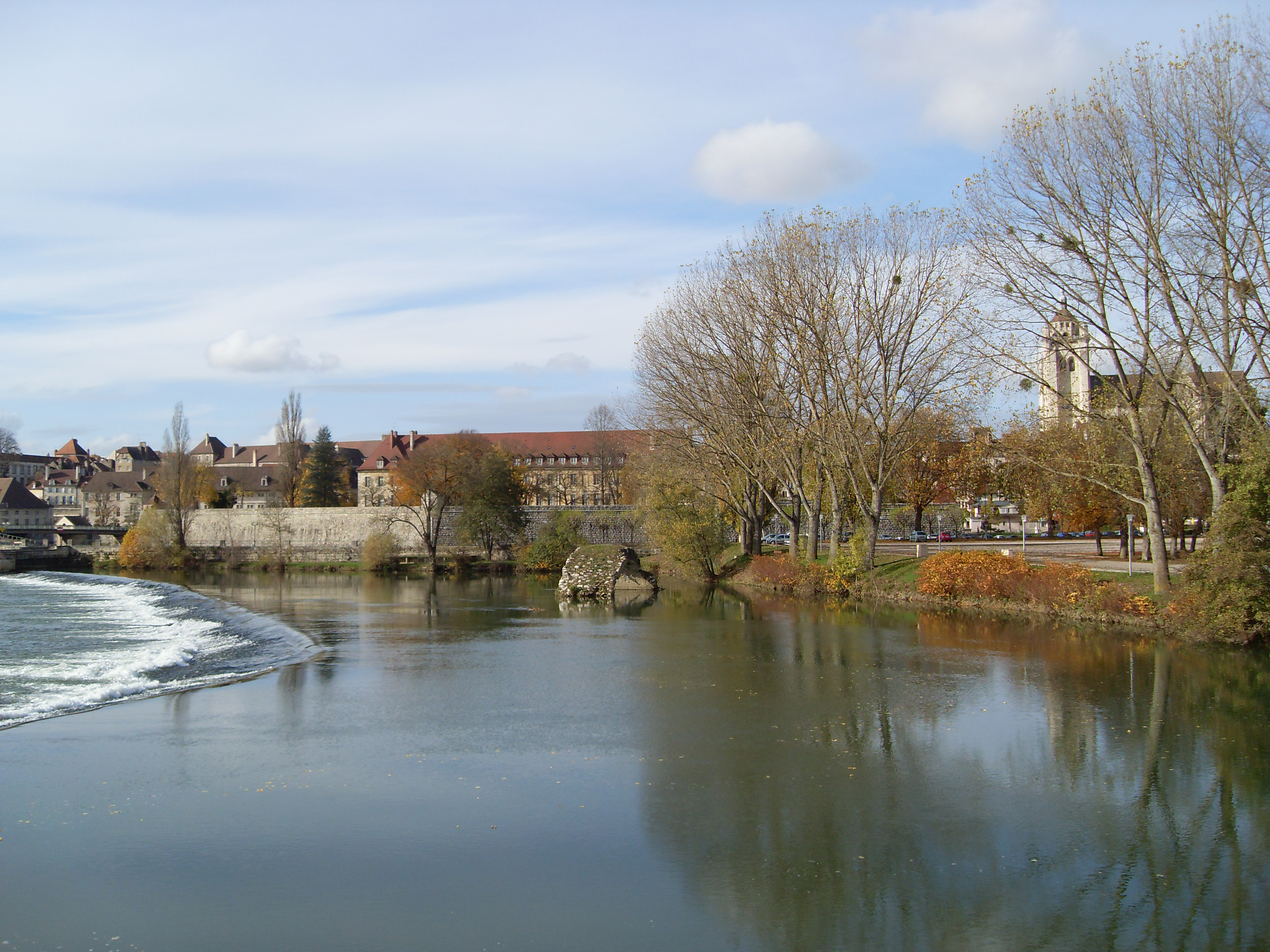
杜河多勒段

多勒位于法国东部，勃艮第-弗朗什-孔泰大区中东部和汝拉省西北部，距离省会隆勒索涅大约61公里。与多勒接壤的市镇包括：茹村、欧蒂姆、布勒旺、尚旺、舒瓦塞、克里塞、法勒唐、富什朗、拉卢瓦、莫尼耶尔、帕尔塞、桑庞、维莱特莱多勒。

### 地形
多勒位于汝拉山西北部余脉延伸地带，境内以平原和浅丘地貌为主，市区内地势平坦，海拔在196到341米之间。

### 水文
多勒位于法国五大河流之一的罗讷河流域，其支流杜河自东北向西南流经多勒市区，平均宽度约150米。罗讷河—莱茵河运河的西侧起点位于多勒市区北部。

### 植被
多勒属于温带落叶林区，市区内的主要绿地公园包括圣莫里庭院（Cours Saint-Mauris）、舍瓦讷花园（Jardin des Chevannes）等，林地则多分布于河流附近。
在鲜花城市的评比中，多勒被评为3星级鲜花城市。

### 气候
多勒在柯本气候分类法中属于温带海洋性气候。
多勒市区西南部的塔沃境内设有气象站，以下为该气象站的数据：
| 多勒-塔沃1981年－2019年 | 多勒-塔沃1981年－2019年 | 多勒-塔沃1981年－2019年 | 多勒-塔沃1981年－2019年 | 多勒-塔沃1981年－2019年 | 多勒-塔沃1981年－2019年 | 多勒-塔沃1981年－2019年 | 多勒-塔沃1981年－2019年 | 多勒-塔沃1981年－2019年 | 多勒-塔沃1981年－2019年 | 多勒-塔沃1981年－2019年 | 多勒-塔沃1981年－2019年 | 多勒-塔沃1981年－2019年 | 多勒-塔沃1981年－2019年 |
| 月份                    | 1月                     | 2月                     | 3月                     | 4月                     | 5月                     | 6月                     | 7月                     | 8月                     | 9月                     | 10月                    | 11月                    | 12月                    | 全年                    |
| ----------------------- | ----------------------- | ----------------------- | ----------------------- | ----------------------- | ----------------------- | ----------------------- | ----------------------- | ----------------------- | ----------------------- | ----------------------- | ----------------------- | ----------------------- | ----------------------- |
| 历史最高温 °C（°F）     | 15.8 (60.4)             | 18.2 (64.8)             | 23.3 (73.9)             | 28.7 (83.7)             | 31.8 (89.2)             | 37.5 (99.5)             | 39 (102)                | 40.1 (104.2)            | 32.4 (90.3)             | 27.9 (82.2)             | 21.4 (70.5)             | 17 (63)                 | 40.1 (104.2)            |
| 平均高温 °C（°F）       | 5.5 (41.9)              | 8 (46)                  | 12.5 (54.5)             | 16.5 (61.7)             | 20.8 (69.4)             | 24.7 (76.5)             | 26.5 (79.7)             | 26 (79)                 | 21.5 (70.7)             | 16.9 (62.4)             | 9.8 (49.6)              | 5.7 (42.3)              | 16.2 (61.2)             |
| 日均气温 °C（°F）       | 2.5 (36.5)              | 4 (39)                  | 7.5 (45.5)              | 10.8 (51.4)             | 15.1 (59.2)             | 18.6 (65.5)             | 20.3 (68.5)             | 20 (68)                 | 16.1 (61.0)             | 12.3 (54.1)             | 6.5 (43.7)              | 3 (37)                  | 11.4 (52.5)             |
| 平均低温 °C（°F）       | −0.5 (31.1)             | 0 (32)                  | 2.4 (36.3)              | 5.1 (41.2)              | 9.5 (49.1)              | 12.5 (54.5)             | 14.1 (57.4)             | 14 (57)                 | 10.6 (51.1)             | 7.8 (46.0)              | 3.2 (37.8)              | 0.3 (32.5)              | 6.6 (43.9)              |
| 历史最低温 °C（°F）     | −14.9 (5.2)             | −12.7 (9.1)             | −13.2 (8.2)             | −3.1 (26.4)             | 0.6 (33.1)              | 2.9 (37.2)              | 5.7 (42.3)              | 5.4 (41.7)              | 0.8 (33.4)              | −6.4 (20.5)             | −9.5 (14.9)             | −18.2 (−0.8)            | −18.2 (−0.8)            |
| 平均降水量 mm（）       | 56.8 (2.24)             | 58.8 (2.31)             | 63.9 (2.52)             | 67.7 (2.67)             | 87.9 (3.46)             | 68.7 (2.70)             | 71.5 (2.81)             | 87.2 (3.43)             | 68.8 (2.71)             | 87.5 (3.44)             | 98 (3.9)                | 71.3 (2.81)             | 888.1 (34.96)           |
| 月均日照時數            | 53.8                    | 65.5                    | 173.5                   | 255.5                   | 152.8                   | 145.5                   | 258.8                   | 234.4                   | 210.8                   | 164.4                   | 49.8                    | 44.6                    | 1,809.4                 |
| 来源：infoclimat.fr     |                         |                         |                         |                         |                         |                         |                         |                         |                         |                         |                         |                         |                         |

## 行政区划
多勒是法国勃艮第-弗朗什-孔泰大区汝拉省的一个市镇，编号为39198，它也是汝拉省的一个副省会。多勒下辖多勒区，隶属于汝拉省第三选区，管理多勒第一县和第二县，同时也是大多勒城市圈公共社区的办公驻地。
法国国家统计与经济研究所（简称）在进行数据统计时，将多勒及相邻的另外7个市镇设为多勒城市核心区，并将包括核心区在内的周边共75个市镇划为多勒城市区。自2020年起，多勒城市区被包含87个市镇的多勒城市辐射区代替。此外，还将多勒市镇分为了14个“块区”（IRIS），以便于统计人口分布情况。

## 交通

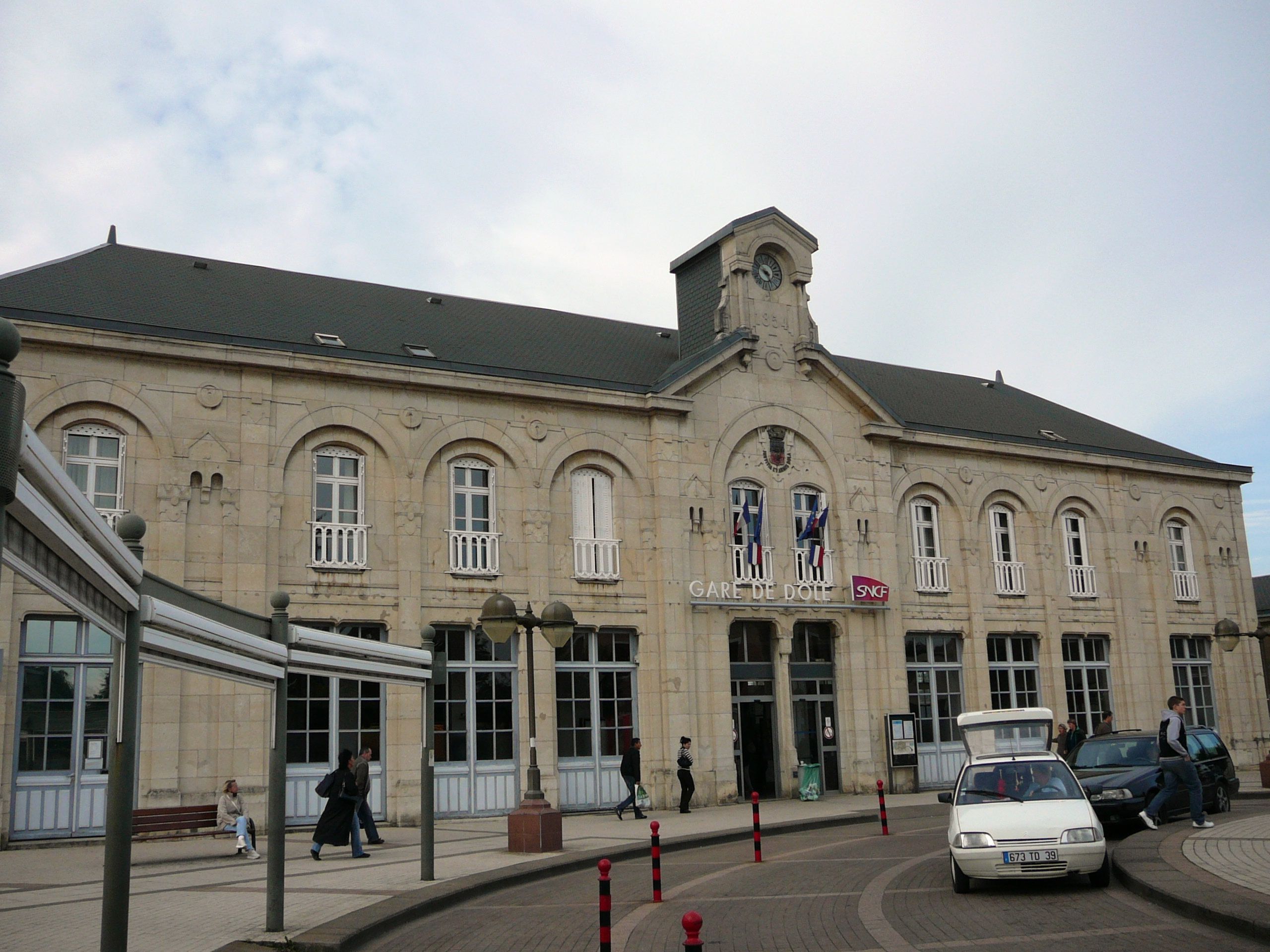
多勒火车城站

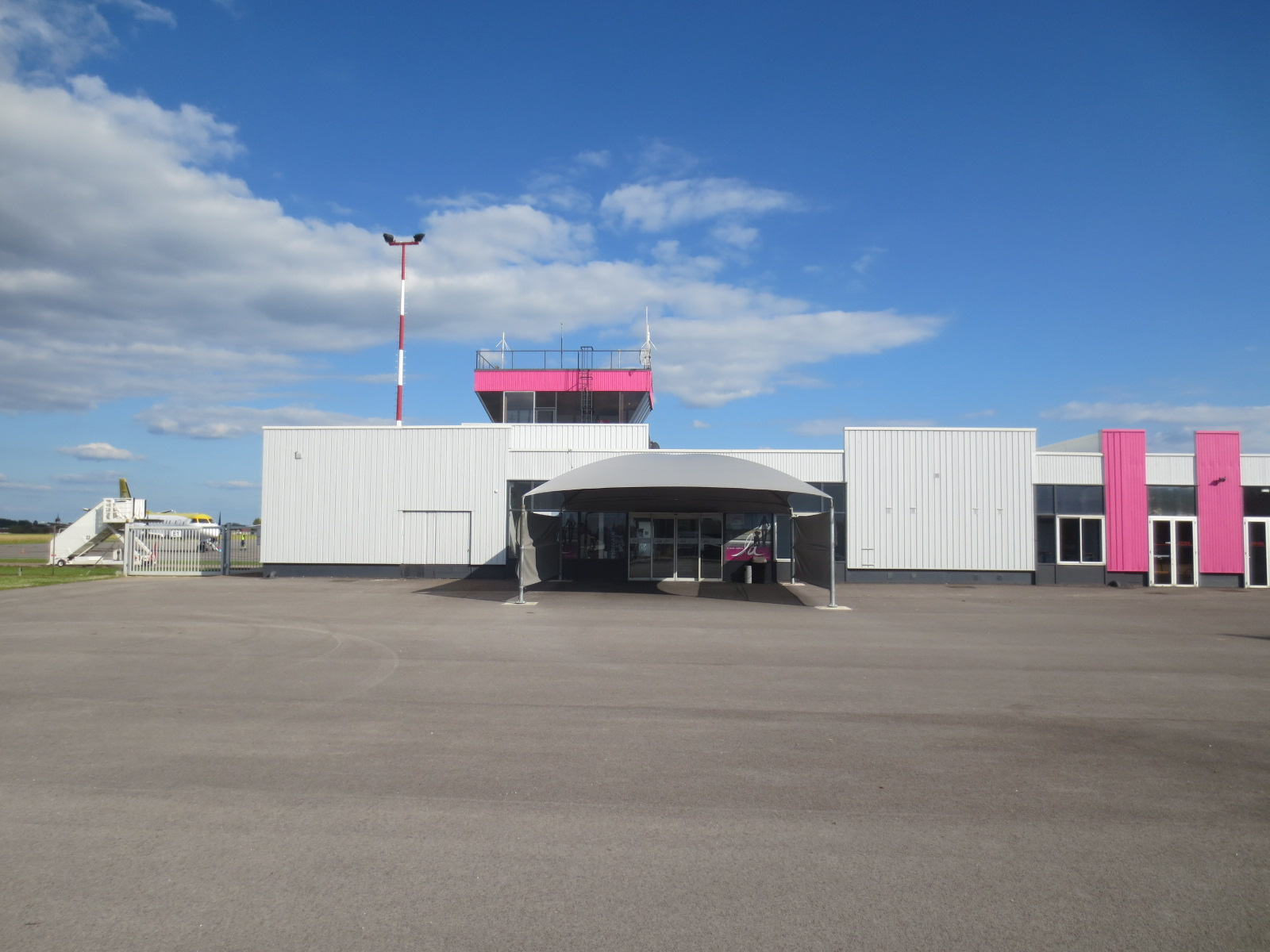
多勒汝拉机场航站楼

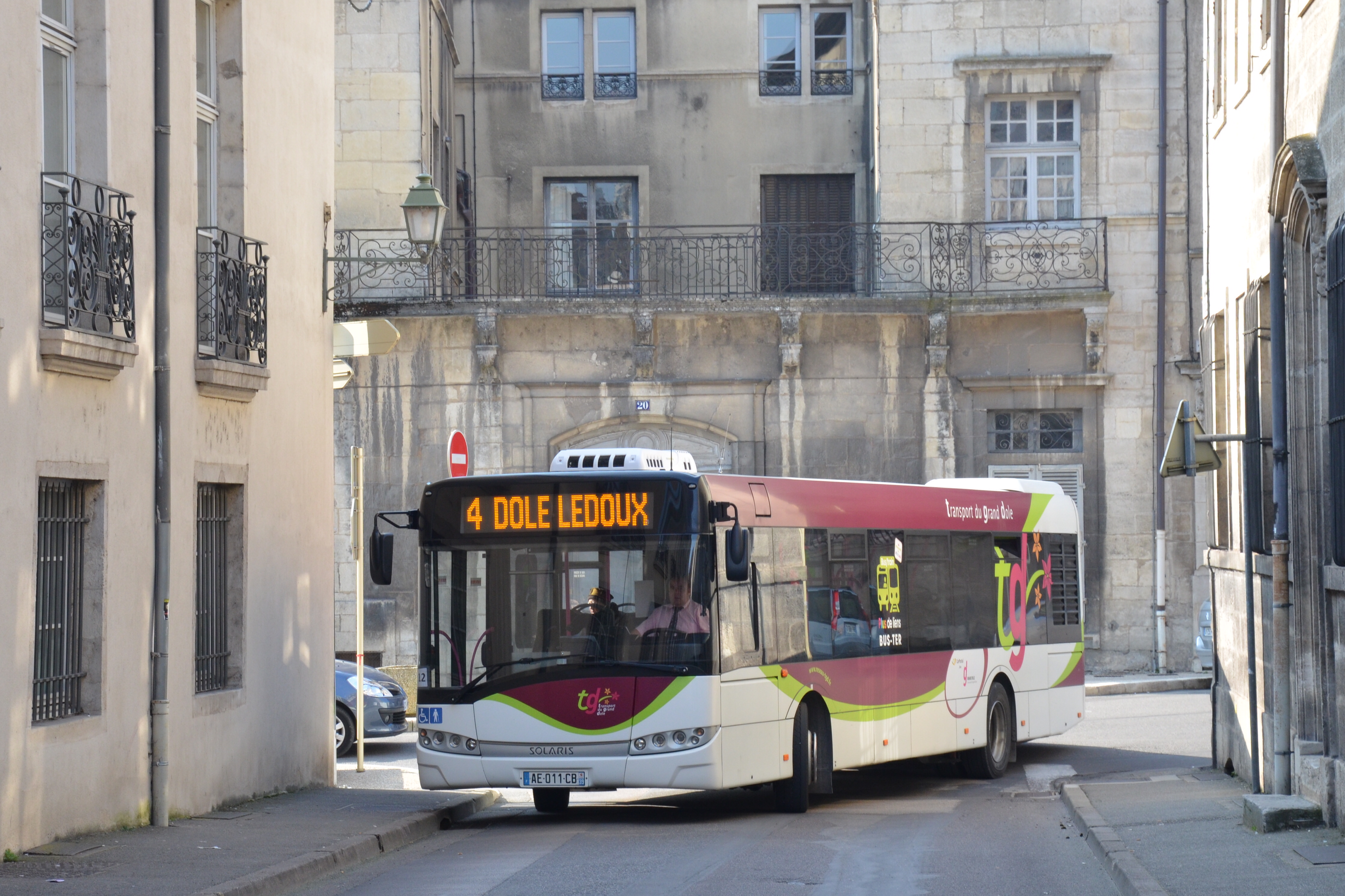
多勒市区公交

### 公路
法国国家A36号高速公路和A39号高速公路分别从多勒的北部和西部过境，均设有出入口与市区连接，另有多条汝拉省省道在多勒境内交汇。勃艮第-弗朗什-孔泰大区城际客运系统开行连接多勒和隆勒索涅的市际班车，同时有校车线路可前往周边部分市镇。
2017年，69.5%的多勒家庭拥有至少一辆私人汽车；2019年，多勒境内共发生各类交通事故7起，造成7人受伤。

### 铁路
多勒位于第戎－瓦洛尔布铁路和多勒－贝尔福铁路的交汇处，是一个区域性的铁路枢纽。多勒火车城站位于多勒市区，该站每天经停一班连接巴黎和贝桑松之间的高速列车，由巴黎出发前往洛桑的TGV Lyria列车也会停靠多勒，同时多勒每天还停靠十余班往返于第戎和贝桑松的区域列车，还有始发列车可前往弗拉讷及圣克洛德。2018年，多勒城站累计发送旅客数量79.3万人次，是法国铁路系统当中的b级车站。

### 航空
多勒汝拉机场位于多勒市区西南部的塔沃境内，该机场开行前往马拉喀什、非斯和波尔图的常规航线，同时开行前往伦敦和巴斯蒂亚的季节性航线。

### 水运
流经多勒的杜河在历史上为法国重要的航运通道，其南侧通过索恩河及罗讷河连接地中海，东北部通过罗讷河—莱茵河运河连接地中海流域，同时还有支线航道可通往南锡、第戎等地。自铁路和公路建成以来，这一地区的内河水运已基本消失，但罗讷河—莱茵河运河仍具有航运功能。

### 城市公共交通
多勒城市公共交通（缩写及商业名称为）包含了三条市区公交线路，十条郊区公交线路和六条定制公交或校车线路，路网覆盖了多勒城市圈公共社区的所有市镇，由CarPostal多勒公司负责运营。

## 政治

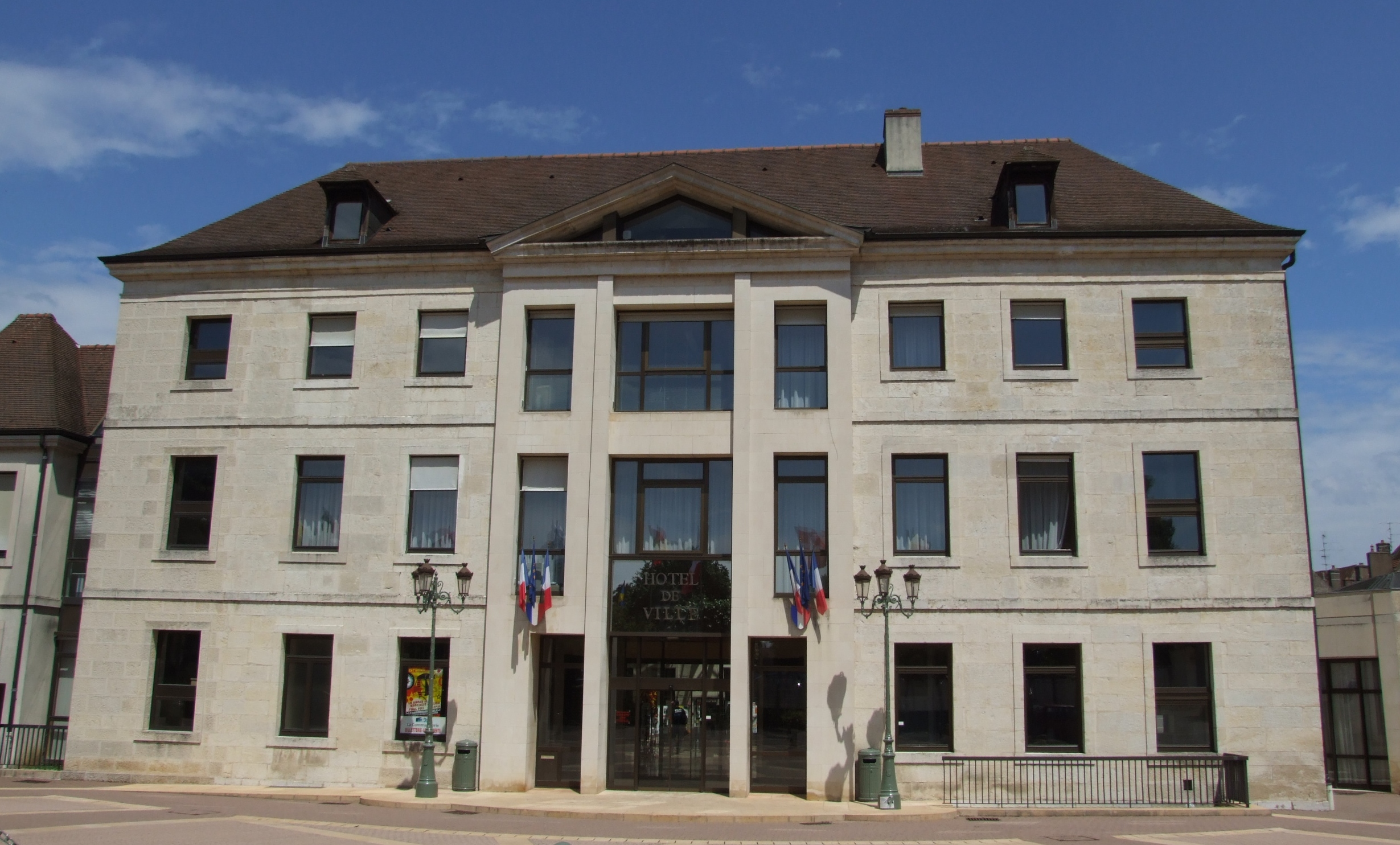
多勒市政厅

多勒的现任市长为让-巴蒂斯特·加纽（Jean-Baptiste Gagnoux）先生，为共和党的一名成员，自2017年起担任，在2020年的市政选举中获得了61.56%的支持率。
在2017年的法国总统大选中，法国第25任总统埃马纽埃尔·马克龙在多勒获得了68.09%的支持率。
| 多勒历届市长   |                       |                                  |
| 任期           | 市长                  | 党派                             |
| 1944年－1947年 | 弗朗索瓦·米尼耶-波莱  | DVD右翼无党派人士                |
| 1947年－1968年 | 夏尔·洛朗-图韦雷      | RAD激进党                        |
| 1968年－1976年 | 雅克·迪阿梅尔         | PDM现代民主与进步党              |
| 1976年－1977年 | 阿尔芒·特吕绍         | UDR共和国保卫联盟                |
| 1977年－1983年 | 让-皮埃尔·桑塔·克吕兹 | PS社会党                         |
| 1983年－2008年 | 吉尔贝尔·巴尔比耶     | UDF法国民主联盟 →UMP人民运动联盟 |
| 2008年－2014年 | 让-克洛德·旺布斯特    | PS社会党                         |
| 2014年－2017年 | 让-马里·塞尔米耶      | UMP人民运动联盟 →LR共和黨        |
| 2017年－       | 让-巴蒂斯特·加纽      | LR共和黨                         |

## 人口
2018年，多勒市镇人口数量为23,770，在法国排名第378位。其中男性10,881人，女性12,827人，75岁及以上人口占10.7%，外籍人口数量为5,853人，人口密度为619人/平方公里，当地居民被称为（男性）或（女性）。2019年，多勒境内出生220人，死亡人口249人。
| 年份   | 1936   | 1946   | 1954   | 1962   | 1968   | 1975   | 1982   | 1990   | 1999   | 2006   | 2011   | 2016   | 2018   |
| ------ | ------ | ------ | ------ | ------ | ------ | ------ | ------ | ------ | ------ | ------ | ------ | ------ | ------ |
| 人口數 | 18,117 | 18,250 | 22,022 | 24,525 | 27,188 | 29,295 | 26,889 | 26,577 | 24,949 | 24,606 | 24,009 | 23,579 | 23,770 |

## 经济
多勒是汝拉省人口最多的城市，位于勃艮第两大核心城市——第戎和贝桑松之间，是一个区域性的中心城市，汝拉省工商会在多勒设有分部，主管这一地区的经济和就业事务。
截至2021年1月，多勒共有各类用人单位3,390家，平均历史为16年，其中98.76%为中小型企业（PME）。（电子器材）、（肉制品加工和运输）及（塑料制品）是当地2019年营业额最高的三个企业，分别为87,359,541欧元、40,533,158欧元和29,872,870欧元。

## 财政收入
2019年，多勒的财政收入总额为28,640,300欧元，财政支出总额为24,875,600欧元，当年的债务总额为38,394,800欧元。2020年，多勒共获得5,618,364欧元的国家财政补助，比上一年增加了0.01%。
2017年，多勒的人均月收入总额为2,087欧元，其中高级职员为3,722欧元，低于法国平均水平（4,214欧元）；中级职员为2,330欧元，低于法国平均水平（2,353欧元）；普通职员为1,590欧元，亦低于法国平均水平（1,690欧元）。
2017年，多勒境内的青壮年（15至64岁）失业率为16.6%，当地46.6%的家庭拥有纳税资格，平均纳税2,756欧元，低于法国平均水平（3,888欧元）。

## 社会事务

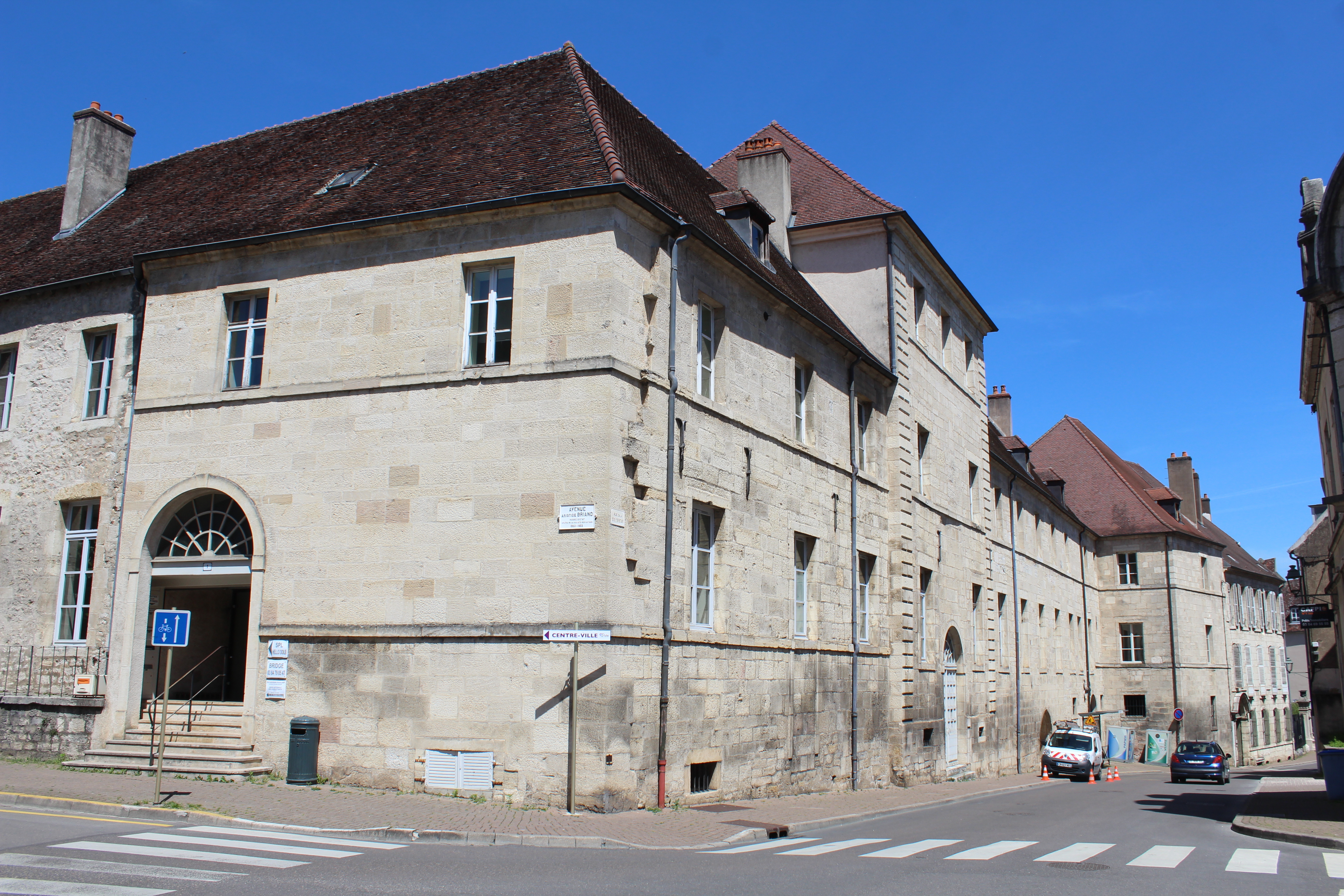
圣热罗姆初级中学

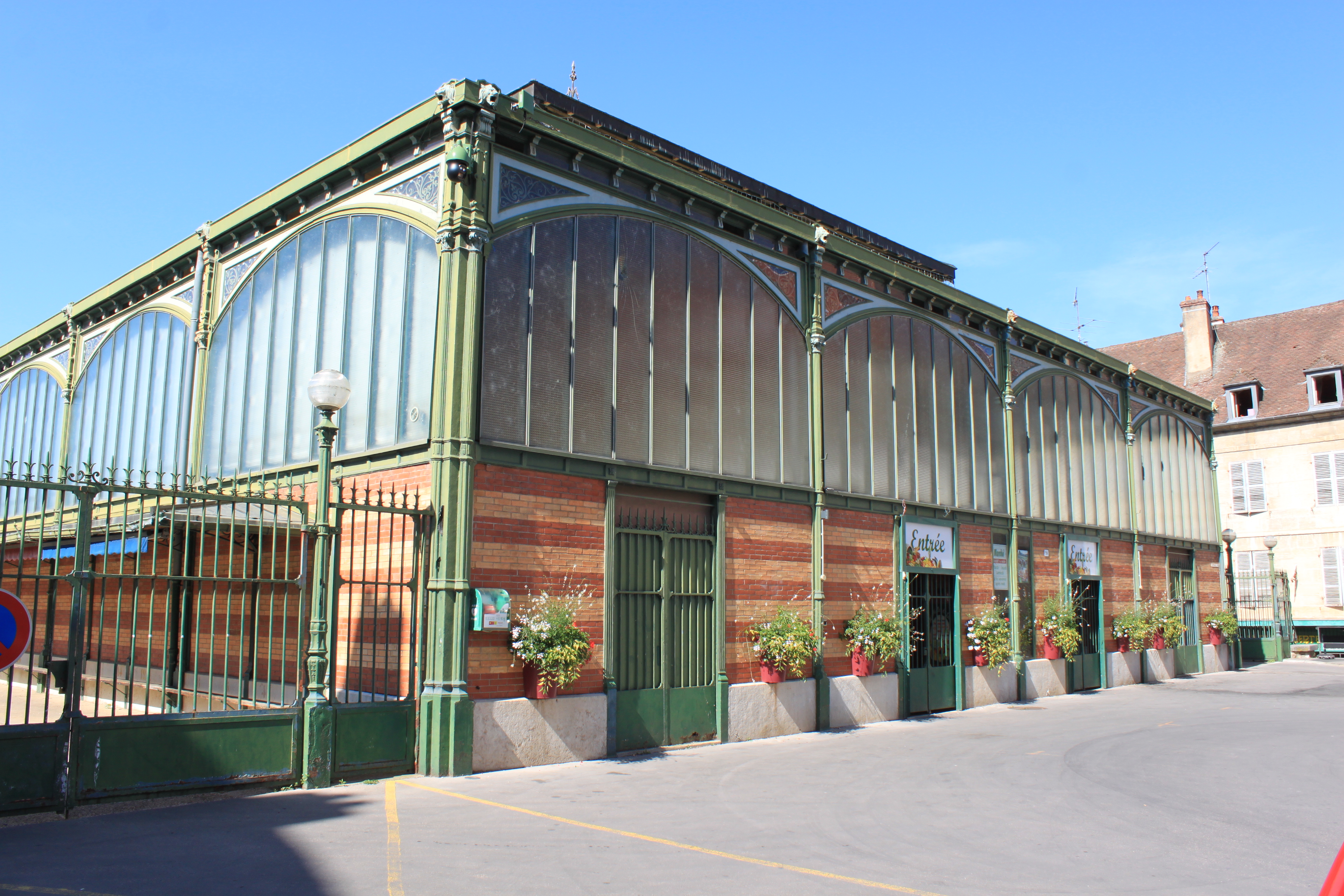
多勒集市

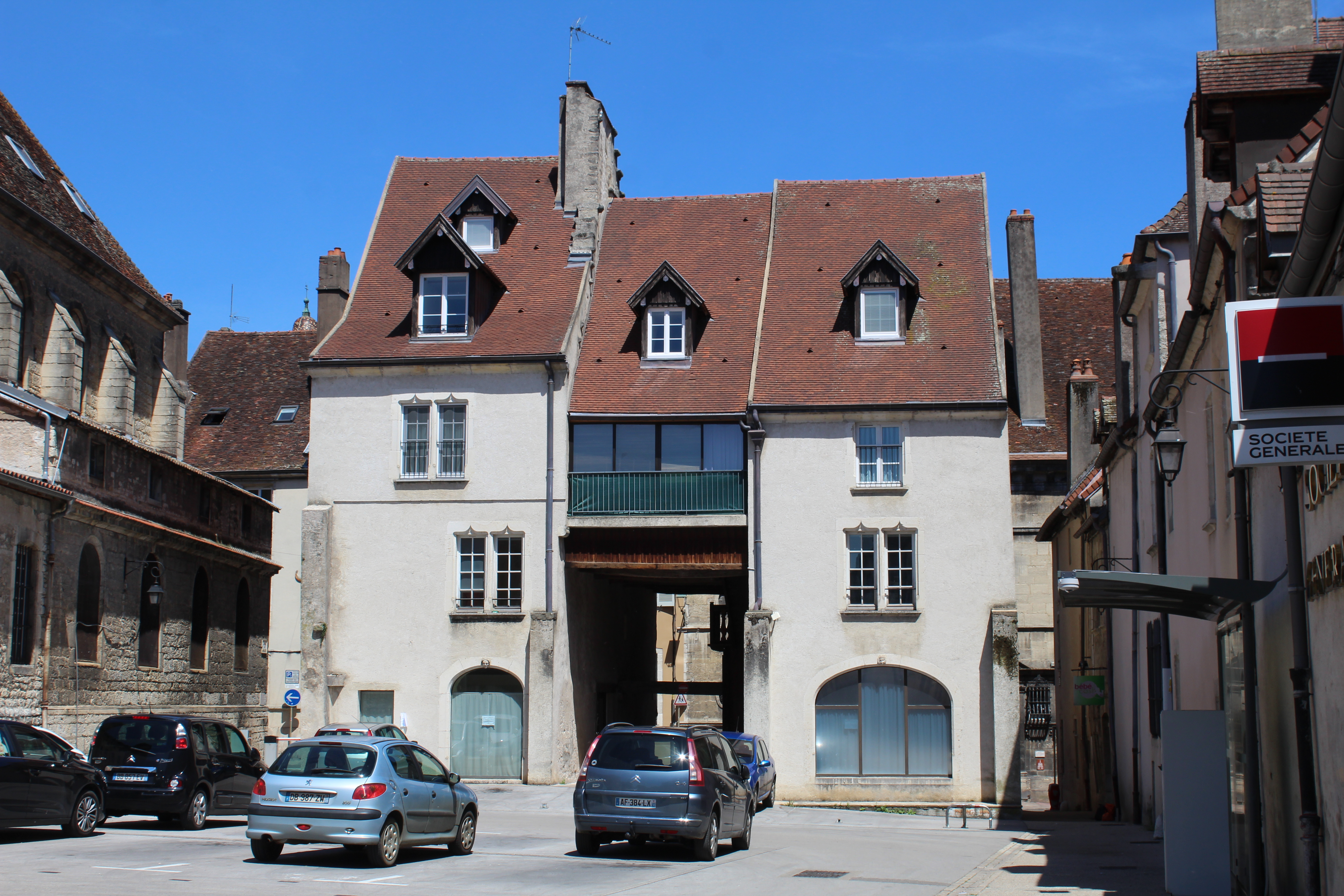
多勒民居

### 教育
多勒属于贝桑松学区。截止2018年1月1日，多勒境内共有7所幼儿园、11所小学、4所初级中学、3所普通高中和2所职业高中。。2018至2019学年度，多勒境内共有学生4,823名。

### 医疗
截止2019年1月1日，多勒境内共有全科医生25名、保健师25名、牙医18名、护士30名、耳科医生3名、眼科医生3名、皮肤科医生2名、助产士3名、儿科医生1名和妇科医生0名。境内共有药房14家、养老院5家、残疾人帮扶中心6家。
多勒中心医院（Centre Hospitalier de Dole）是法国的一个区域性医疗机构，下辖三个病区，均在多勒市镇范围内，其中主病区“路易·巴斯德中心医院”（Centre hospitalier Louis Pasteur）位于多勒市区，设有床位486个，是当地规模最大的公立综合性医院。此外多勒还有一家私人医院和一家兽医院。

### 住房
2017年，多勒境内共有各类住房13,399套，其中38.1%为独立式居民区；60.6%为集中式居民区，主要分布于市区西南部。常住房屋占多勒市镇范围内居民建筑总量的88.8%。
在住房保障政策方面，2017年，多勒境内共有3,563户家庭获得了住房经济补助，受益人数占总人口数量的15.0%，其中3,433份为房租补助。

### 商业
2019年，多勒境内共有各类实体商铺683家，其中餐厅94家、大型超市11家、杂货店10家、面包房25家、肉铺11家、书店13家、装饰品店3家、银行门店14家、美容美发店55家、汽车维修店47家。市区北部设有开放式商业街区。

### 体育
2017年，多勒境内共有2家游泳池、7间健身房、4座综合体育场、10处网球场、1处马术场、6处足球或橄榄球场以及5处篮球或排球场。
多勒汝拉足球俱乐部成立于1991年，是当地的一支业余足球俱乐部，2019至2020赛季参加法国足球戊级联赛。

### 环境
多勒的环境事务由其所属的公共社区负责。2017年，多勒境内共有4家污染企业。

### 治安
2019年，多勒市镇范围内共有1处派出所和1处宪兵队。
2014年，多勒及附近地区共发生各类案件1,526起，其中盗窃类案件824起，经济类案件235起，毒品交易类案件126起。

## 文化
2019年，多勒境内共有1家剧场、2家电影院、1家博物馆和1家音乐厅。多勒市政府提供多媒体中心，向公众全年开放。

### 建筑
多勒境内有多处法国国家文物保护单位，其中多勒市政剧场、多勒科德利埃会堂（现为多勒审判法院）等为当地的重要历史建筑物，多勒巴斯德旧居则是当地的重要文化景点。

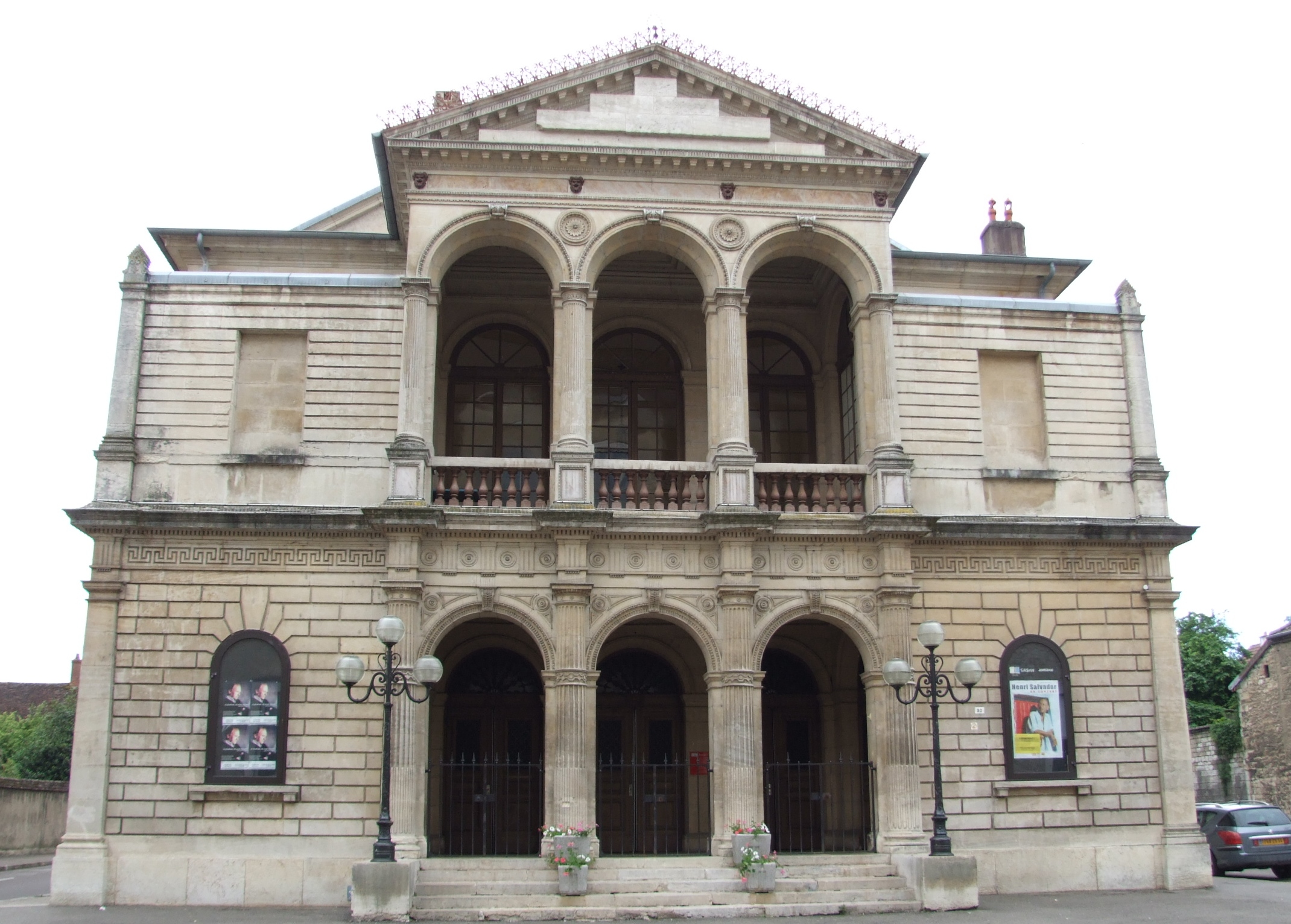
多勒市政剧场（法语：Théâtre municipal de Dole）
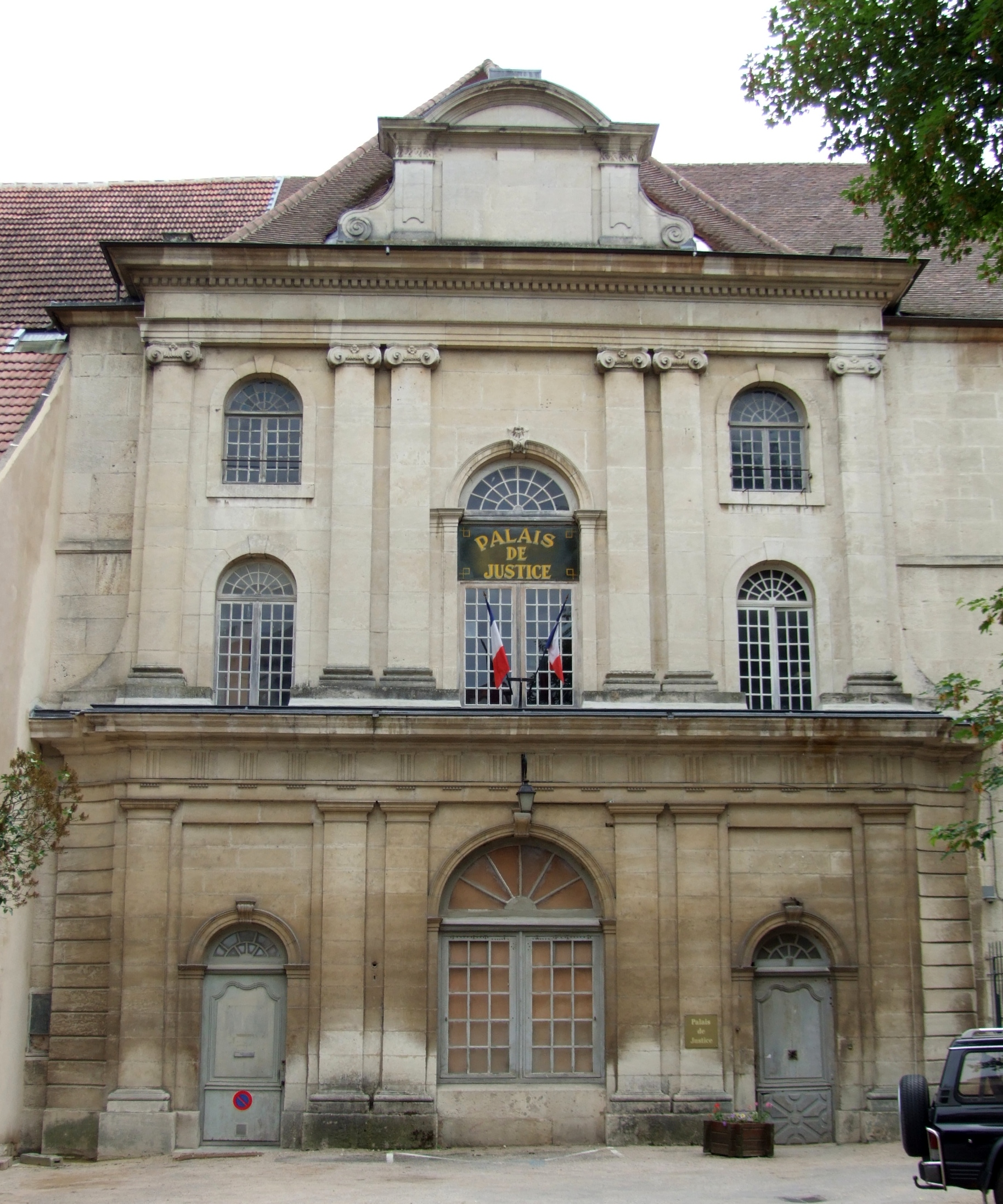
多勒审判法院
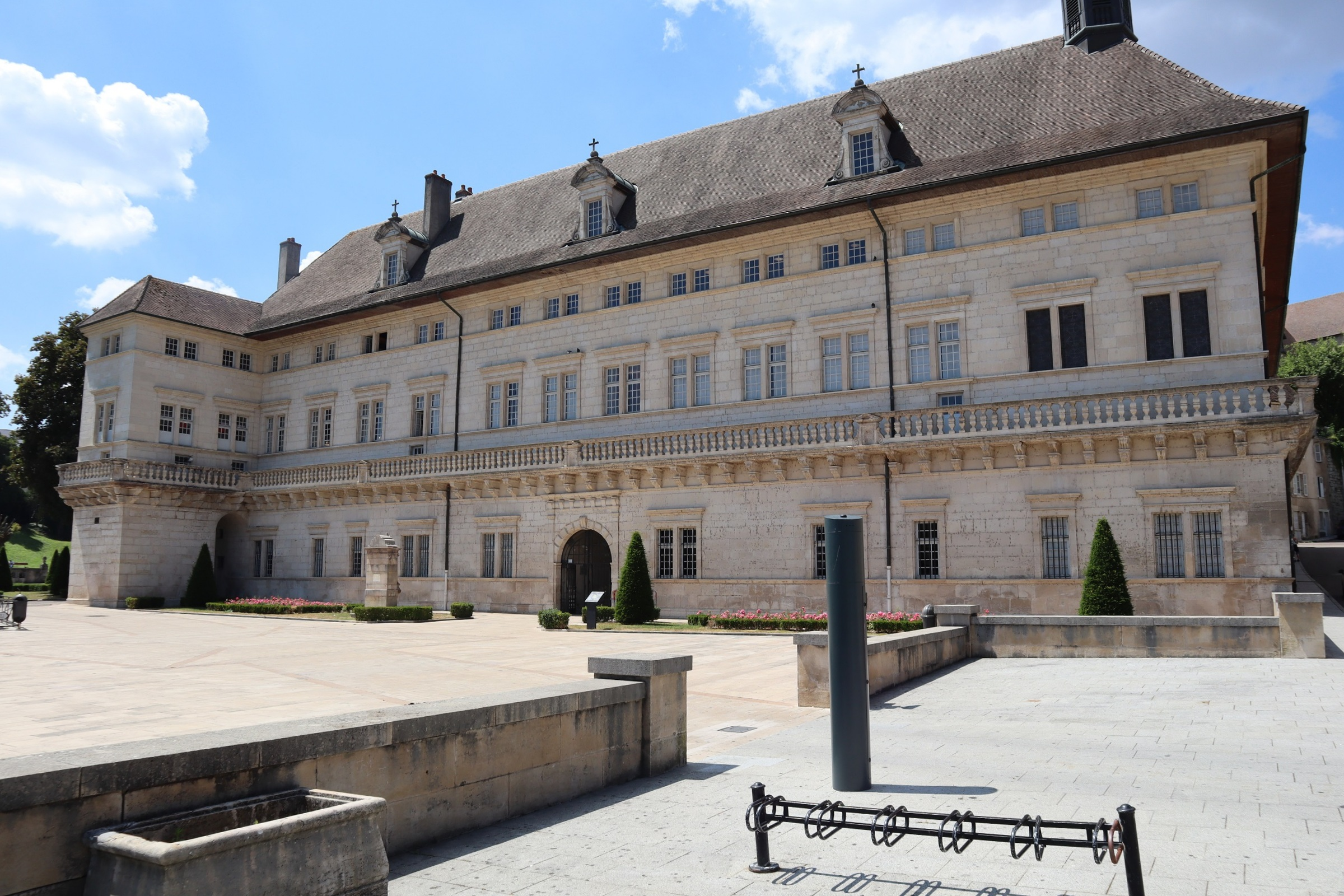
多勒神学院（法语：Hôtel-Dieu de Dole）
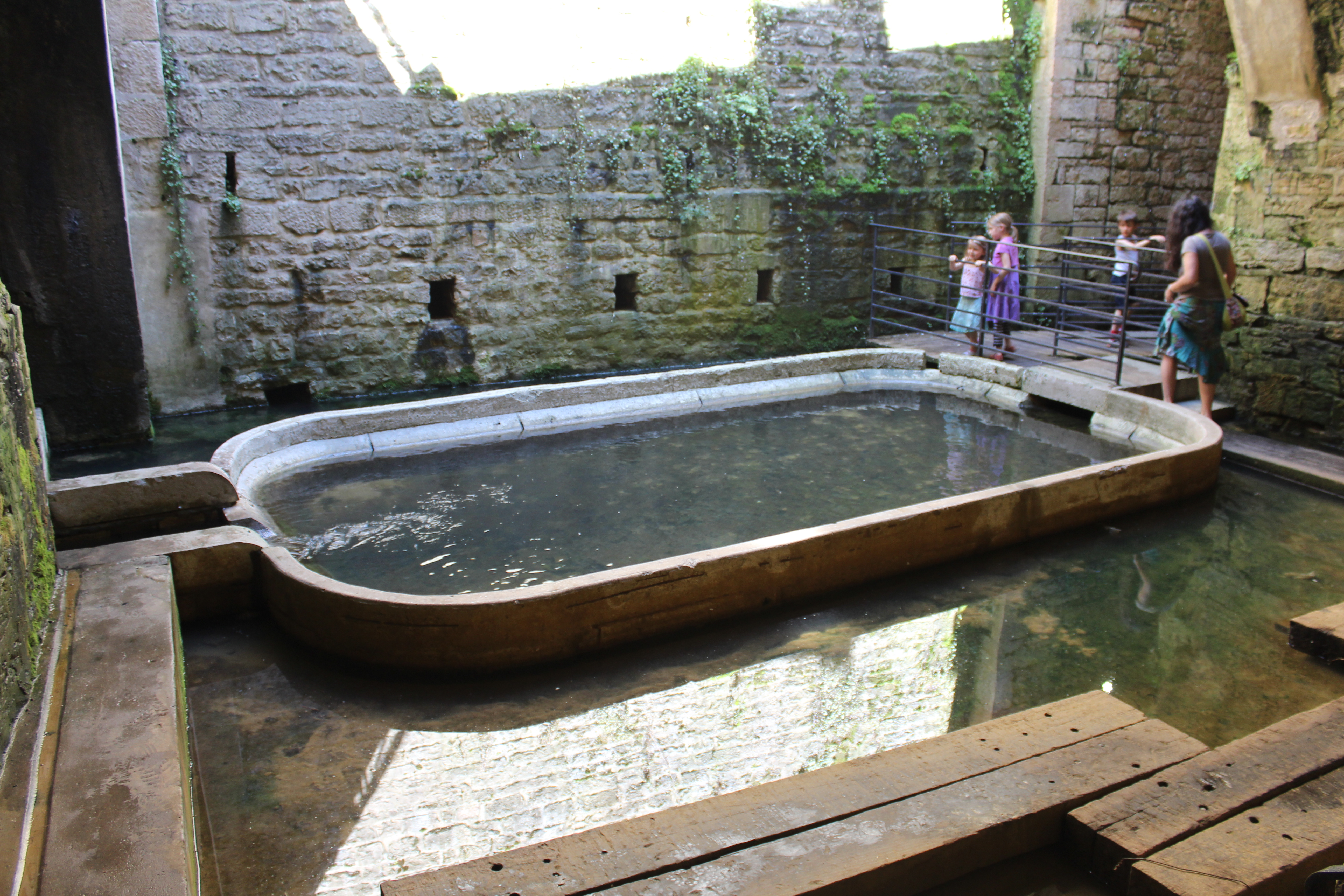
大枫丹
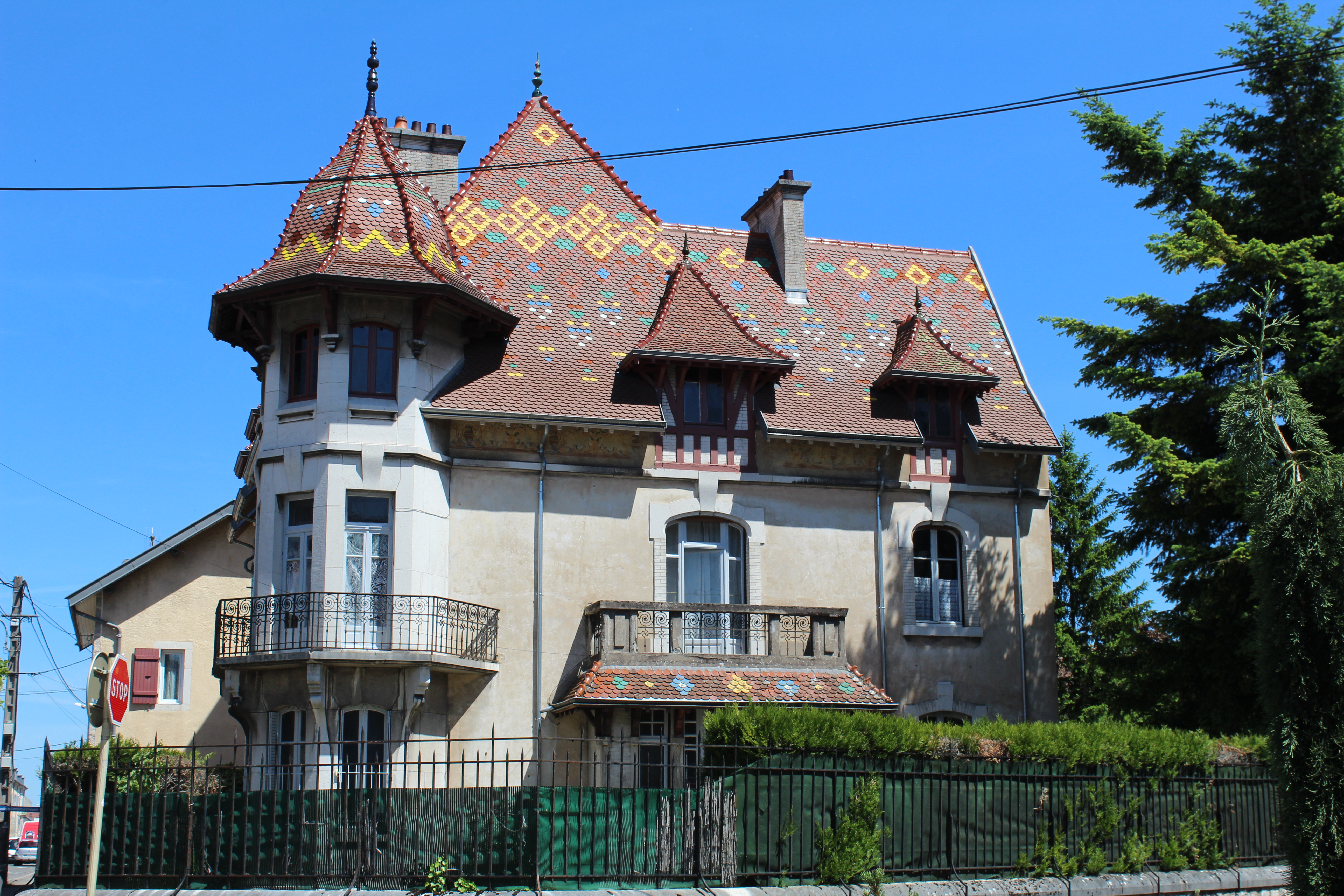
一处传统民居

### 旅游

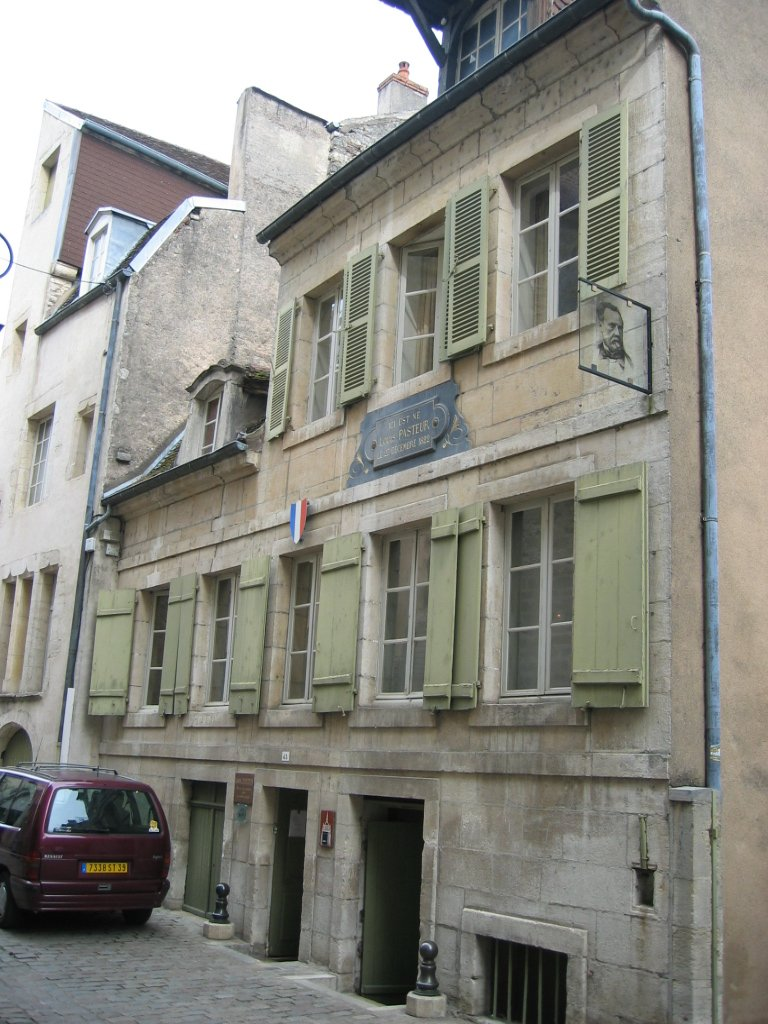
位于多勒市中心的路易·巴斯德旧居

多勒的旅游事务由其所属的公共社区负责。2020年，多勒境内共有9家酒店共计259间房间；另有1个露营地，可容纳共120辆露营车。

### 建筑
多勒历史悠久，是法国艺术与历史之城，其境内拥有多个法国国家文物保护单位，其中多勒圣母教堂和多勒神学院为当地的代表性建筑。

### 媒体
法国主要的媒体均可在多勒接收，法国电视三台下属的勃艮第-弗朗什-孔泰大区频道在部分时段播出多勒所属区域的地方新闻。

## 相关人物
法国微生物学家路易·巴斯德（1822年－1895年）出生于多勒，其旧居位于多勒市中心，当地的一家医院以其命名。

## 对外交流
截至2020年3月，多勒共与7座城市互为友好城市关系，另与两座城市拥有合作交流项目。

| - 德国 黑林山区拉尔 - 英格兰 諾斯維奇 - 爱尔兰 卡洛 - 義大利 东塞斯特里 - 俄羅斯 科斯特罗马 - 捷克 塔博尔 - 中国 巢湖 | - 瓦尼努 - 科南 |